# Nederlands Jachtmuseum

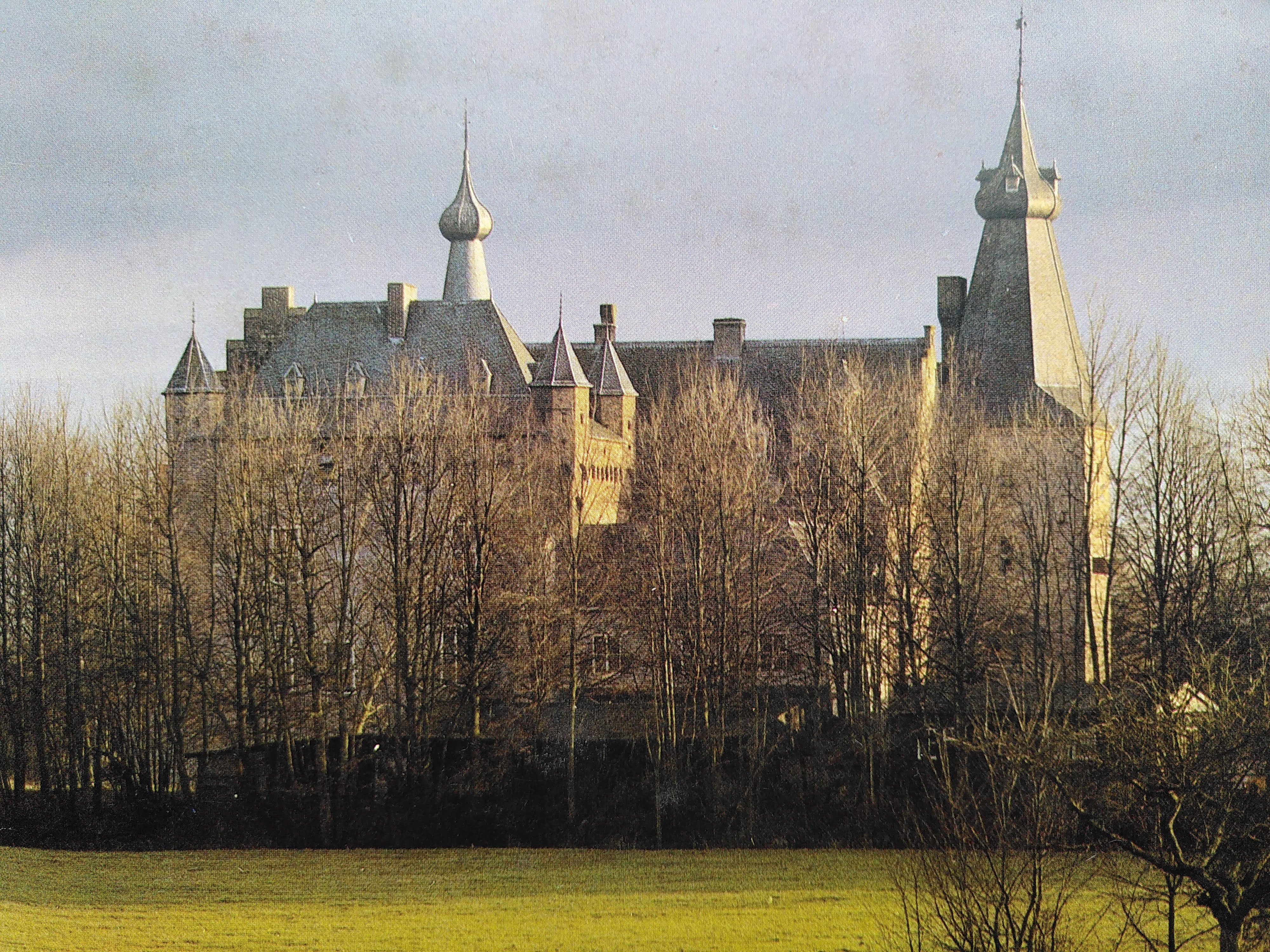
kasteel Doorwerth, foto circa 1975

Het Nederlands Jachtmuseum is een museum voor natuur en jacht, gevestigd in Kasteel Doorwerth in Doorwerth.

## Geschiedenis

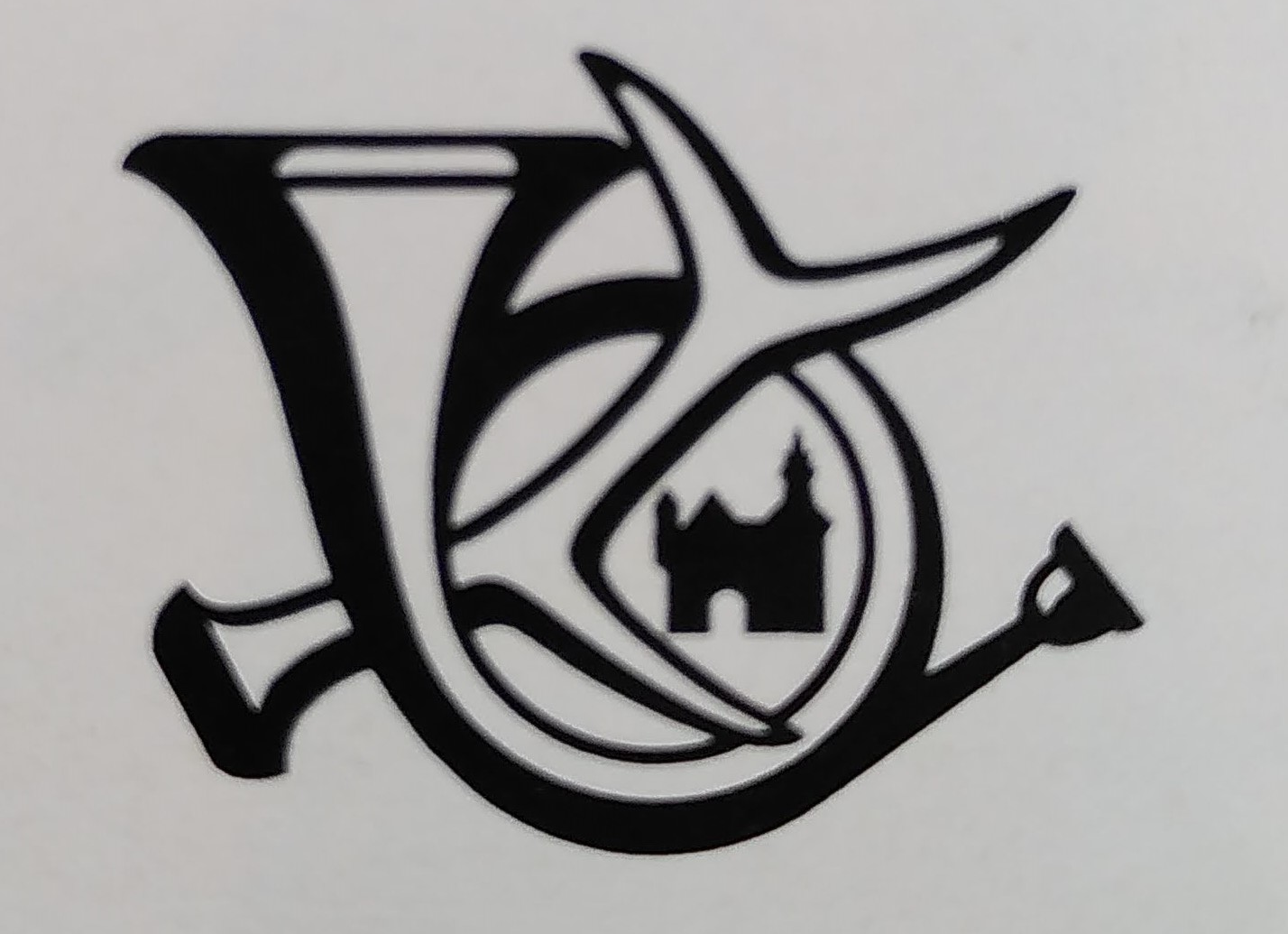
Logo Nederlands Jachtmuseum, circa 1973

Binnen de KNJV (Koninklijke Nederlandse Jagersvereniging, tegenwoordig Nederlandse Jagersvereniging) werd al langer gesproken over de mogelijkheid om een museum op te richten als kenniscentrum voor jagers en voor niet-jagers. In 1968 werd de Stichting het Nederlands Jachtmuseum opgericht. Het doel van de stichting is om de rol te tonen die de jacht vroeger en nu in de samenleving speelt. De stichting beheert een collectie van voorwerpen en boeken en presenteert die in tentoonstellingen.

### Eerste jaren
Bij de oprichting had de stichting nog maar een heel kleine collectie, afkomstig uit legaten. In 1969 werd als eerste conservator Pieter Tuijn (1934-2013) aangesteld. Tuijn werkte als afgestudeerd bioloog bij de Artis Bibliotheek. Hij had gepubliceerd over uitgestorven diersoorten als de quagga en de dodo in tijdschriften als Bijdragen tot de Dierkunde en Beaufortia. In de jaren 1969 tot 1973 bracht Tuijn een grotere collectie van voorwerpen en literatuur voor het Jachtmuseum bij elkaar en bezocht hij diverse musea over jacht en natuurhistorie in Europa om te verkennen wat de mogelijkheden waren. Die musea waren meestal kunstverzamelingen met de jacht als thema. Het Nederlands Jachtmuseum beschikte niet over veel kunstvoorwerpen, omdat in Nederland de jacht nooit met veel pracht en praal beoefend werd. Weinig Nederlandse kunstenaars hebben de jacht als onderwerp gekozen.

### 1973-1990

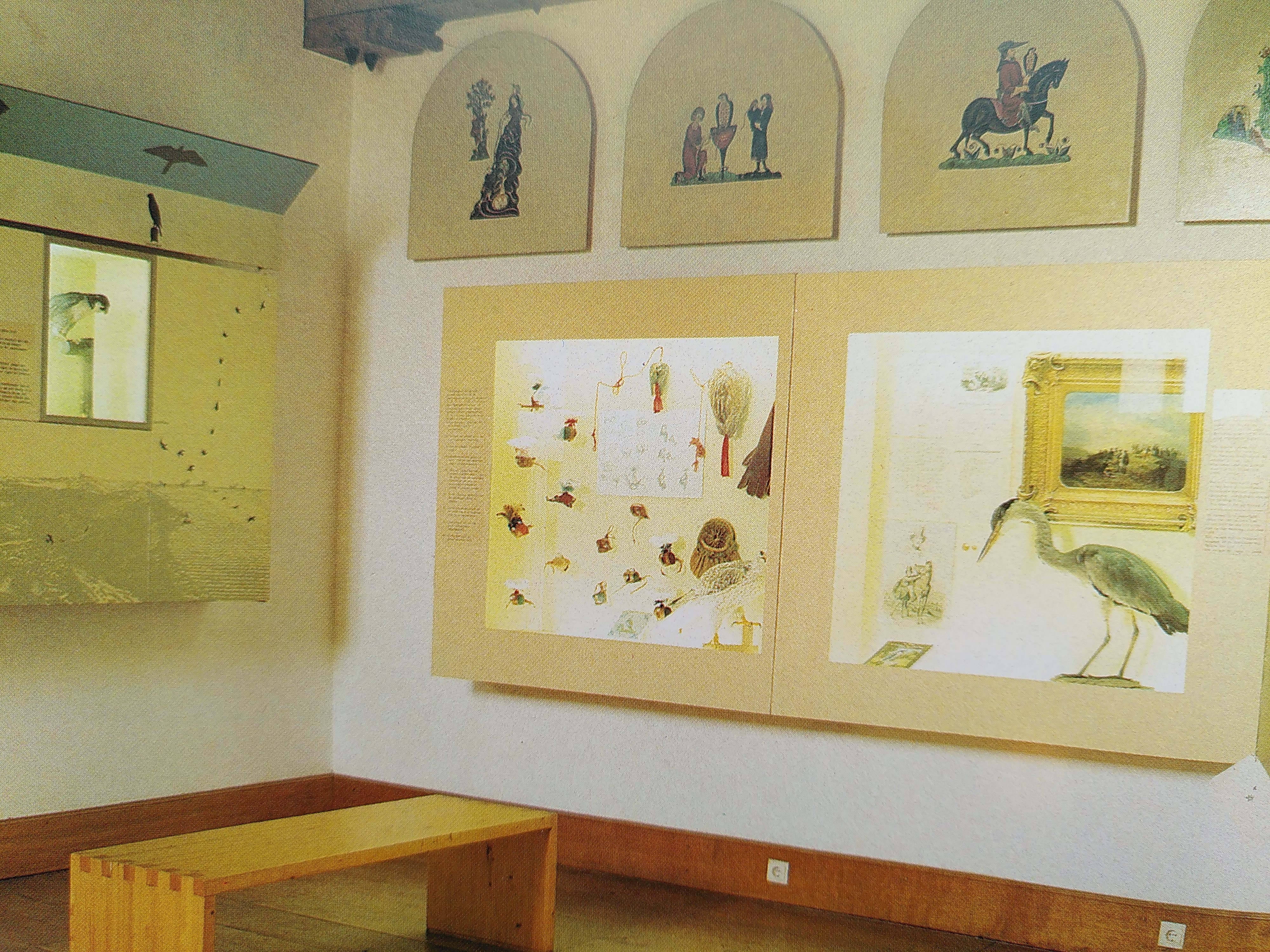
Valkerij geschiedenis, circa 1980

Met hulp van fondsen die bijeengebracht waren door de KNJV, het Jachtfonds, een subsidie van het Ministerie van CRM, de Provincie Gelderland en de gemeente Renkum werd in 1973 het jachtmuseum ingericht in de toen recent gerestaureerde zuidvleugel van Kasteel Doorwerth, eigendom van de Stichting Vrienden der Gelderse Kastelen. Na een openingstentoonstelling in de zomer van 1973 'Wild in Beeld', werd een permanente inrichting op de eerste twee verdiepingen gemaakt. Deze zalen werden gevuld met foto's, jachtvoorwerpen, opgezette dieren en kunstvoorwerpen in bruikleen. In de vaste opstelling was met name aandacht voor de biologie van het jachtwild. Er waren bijvoorbeeld opgezette hazen en konijnen in een vitrine, geweien van edelherten en reeën, een opgezette reegeit. Maar ook kunstvoorwerpen zoals een schilderij met een jachthond die een geschoten eend ophaalt. Een zaal was ingericht rondom het thema de Waddenzee, met speciale aandacht voor zeehonden en ganzen. In andere zalen waren kunstig bewerkte voorwerpen te zien zoals kruisbogen en geweren. Naast diorama's met miniatuurvoorstellingen van Neanderthalers die op mammoeten jaagden, waren er vitrines met zaken die de historische jacht op zangvogels lieten zien zoals netten en vangkooitjes. Ook was er veel aandacht voor de geschiedenis van de valkenjacht. Voor biologen, jachthistorici en natuurhistorisch geïnteresseerden was er een uitgebreide bibliotheek.

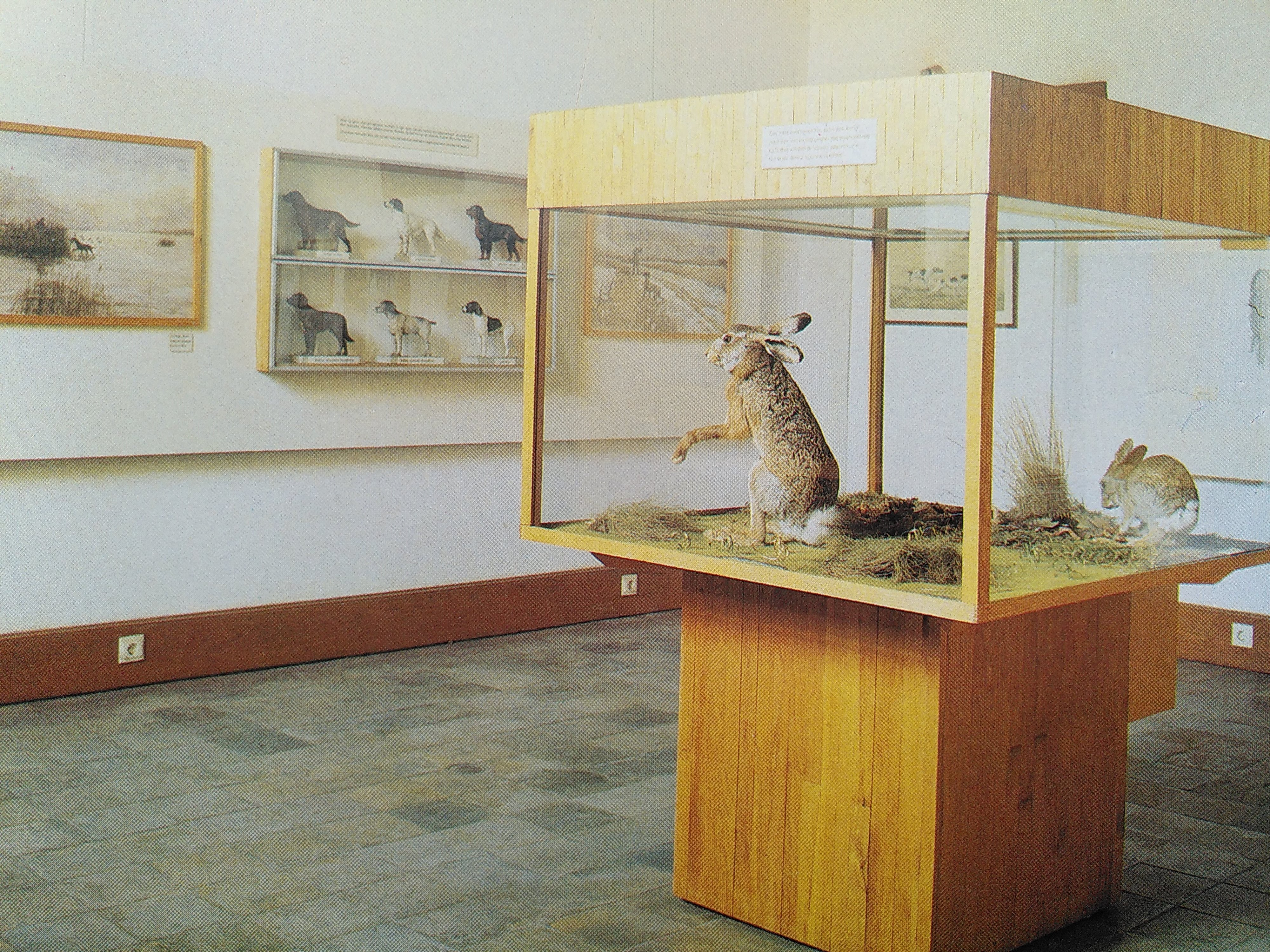
museumzaal, circa 1975

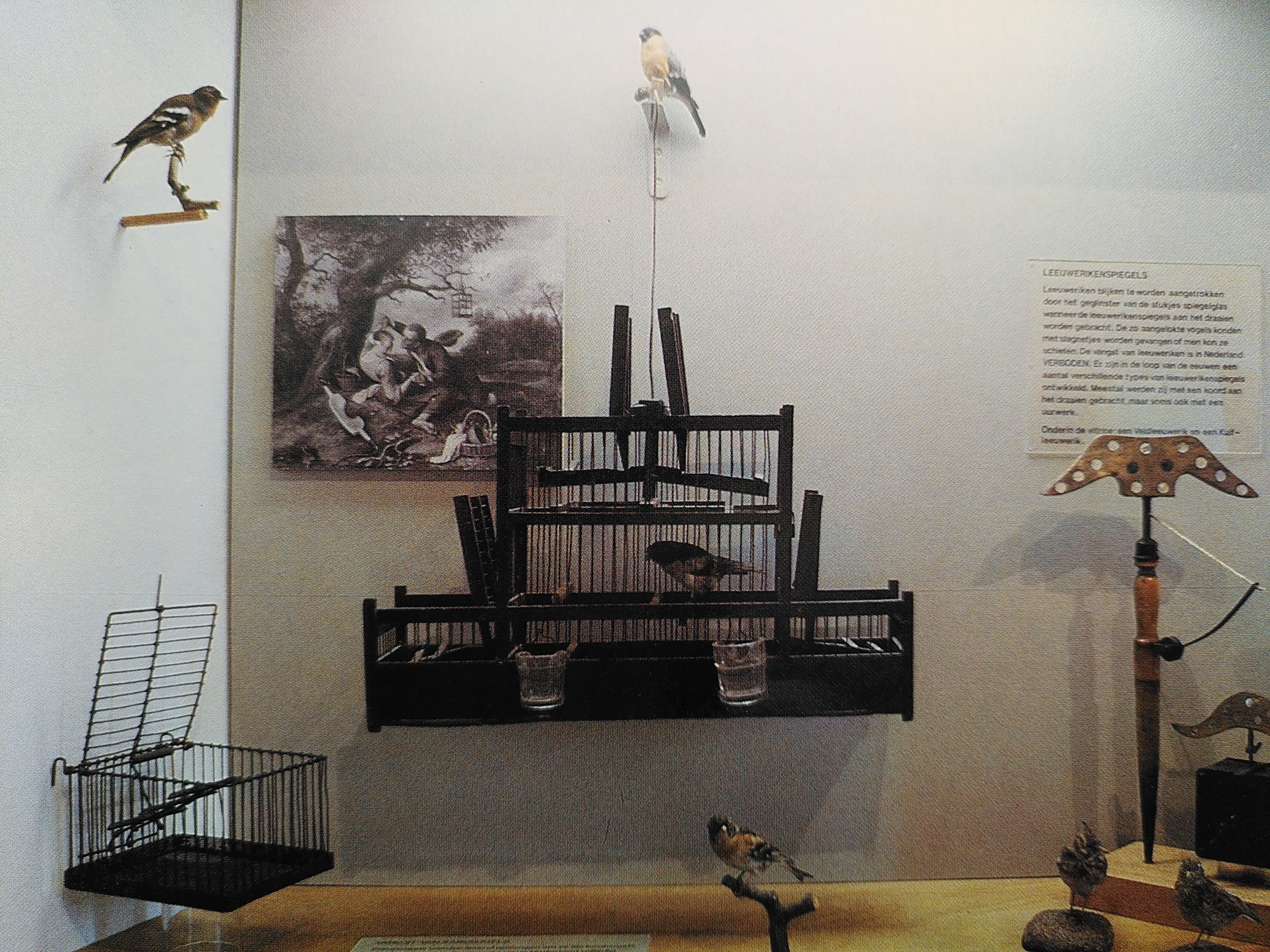
vitrine historische zangvogelvangst, circa 1973

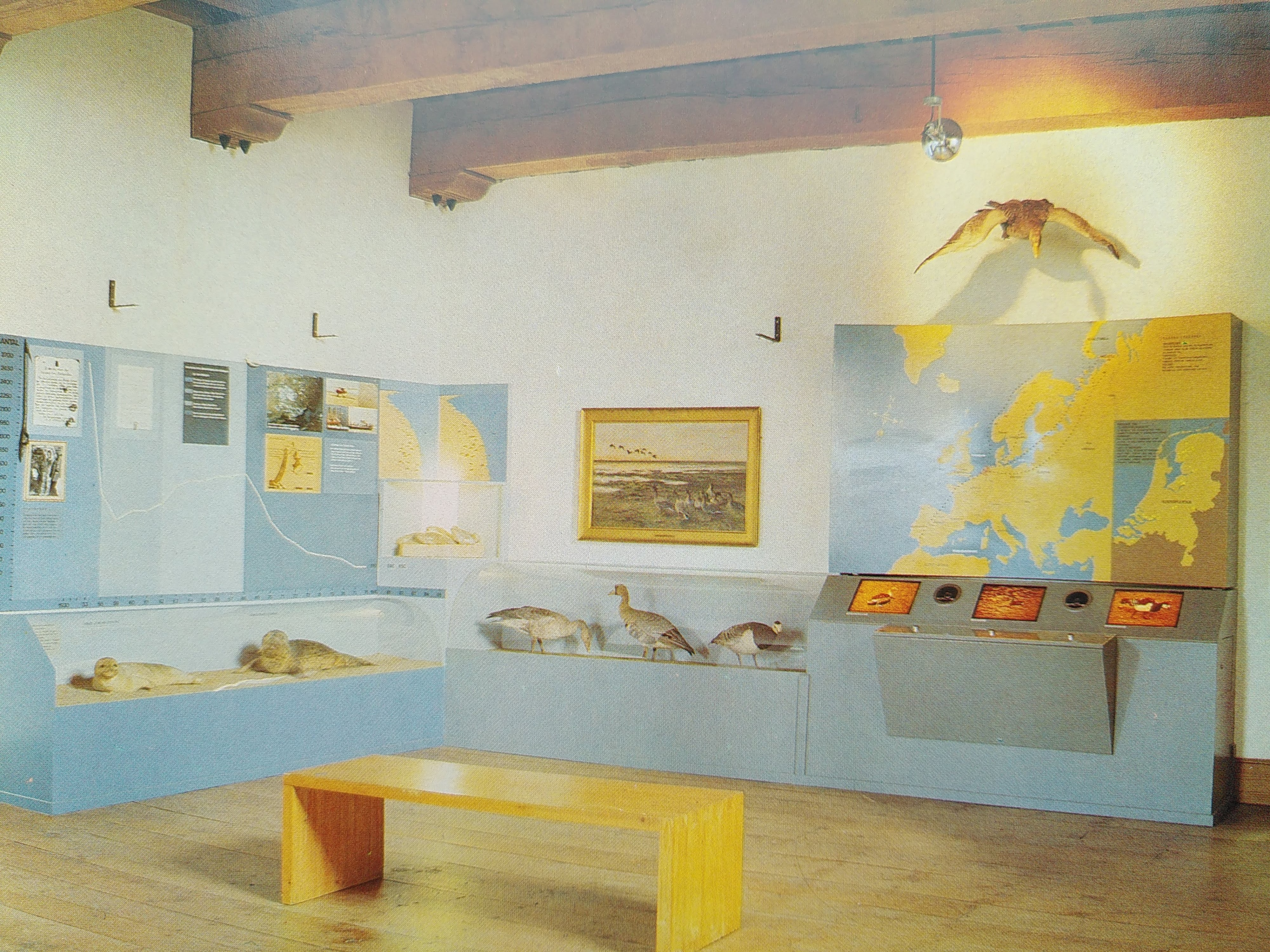
museumzaal Waddenzee, circa 1980

Medewerkers waren onder anderen M.H. van der Mark, S. Fuks, B.F.W. Laamers, dhr Barendse.
In de jaren dat Piet Tuijn conservator was van het Jachtmuseum in Kasteel Doorwerth, werden er naast de vaste opstelling jaarlijks tijdelijke tentoonstellingen op de bovenste verdieping gehouden. Een niet volledige opsomming:
- Wild in beeld (1973)
- Vuistvogels en aanwachters (1975)
- Hert en hoorngeschal (over roodwild)
- De pijp uit (over eendenkooien)
- Het edelhert (ca 1978)
- Smakelijk eten
- Ontmoeting met ... (1980-1981)
- Nederlandse meutes
- De vos
- Fotowerk van O. Kaña en plastieken van Dolf Wong (1986-1987)
- Een vogel op de hand (1988)
- Kunstenaarstentoonstellingen met werk van o.a. Dolf Wong, Dominica Steengracht (1940-1997), Henk Slijper, Ek van Zanten, Charles Donker (1940), Peter Vos

De bezoekersaantallen in deze periode liepen op van 25.000 naar 35.000 per jaar. Na de openstelling van het gehele kasteelgebouw in 1986 steeg het aantal bezoekers naar 50.000 maar zakte daarna weer tot ongeveer 40.000 per jaar.

## Het jachtmuseum sinds 1990
Doordat de algemene opinie al langer niet zo positief tegenover de jacht staat heeft het Jachtmuseum enige tijd Museum voor Natuur en Wildbeheer geheten. In de laatste jaren is er meer polarisatie, denk aan de berichtgeving rond de Oostvaardersplassen, maar laten ook voorstanders van de jacht wat meer van zich horen. Het jachtmuseum draagt bij aan positieve publiciteit door het organiseren van lezingen, bijvoorbeeld over Zweethondenwerk (2015), over een natuurreservaat in Zuid-Afrika (2016) en door het houden van jachthondenproeven op het terrein van het kasteel (2016).
Recente tentoonstellingen waren:
- Zij jaagt! Vrouwen in de jacht (2016)
- Reewild (2019-2020)

Sinds 1990 is in Kasteel Doorwerth niet alleen meer het Nederlands Jachtmuseum gevestigd, maar ook Museum Veluwezoom en Het bosbouwmuseum en zijn er zoveel mogelijk historisch ingerichte kamers zoals de ridderzaal, de keuken en de cel met een spijkerplafond. Eigenaar is inmiddels Gelders Landschap en Kastelen.